# Макаха Вали (Хаваји)
Макаха Вали (енгл. Makaha Valley) насељено је место за статистичке потребе у америчкој савезној држави Хаваји. По попису становништва из 2010. у њему је живело 1.341 становника.

## Демографија
Према попису становништва из 2010. у граду је живело 1.341 становника, што је 52 (4,0%) становника више него 2000. године.
| Група             | 2000.       | 2010.       |
| Белци             | 212 (16,4%) | 377 (28,1%) |
| Афроамериканци    | 37 (2,9%)   | 56 (4,2%)   |
| Азијати           | 103 (8,0%)  | 100 (7,5%)  |
| Хиспаноамериканци | 231 (17,9%) | 264 (19,7%) |
| Укупно            | 1.289       | 1.341       |